# Giuseppe Antonio Ferretto
Giuseppe Antonio Ferretto (ur. 9 marca 1899 w Rzymie, zm. 17 marca 1973 tamże) – włoski kardynał, wysoki urzędnik Kurii Rzymskiej.
Ukończył niższe i wyższe seminarium w Rzymie. Kształcił się następnie na wyższych uczelniach Wiecznego Miasta gdzie uzyskał doktoraty z teologii i utroque iure. Święcenia kapłańskie otrzymał 24 lutego 1923. Przez ponad trzydzieści lat był wykładowcą w Ateneum De Propaganda Fide i Pontyfikalnym Ateneum Laterańskim. W latach 1929–1939 oficjał w Wikariacie Rzymu. W latach późniejszych pracował w Sygnaturze Apostolskiej i Kongregacji Konsystorialnej gdzie był kolejno referendariuszem i asesorem. Od 1953 kanonik bazyliki watykańskiej.
14 grudnia 1958 mianowany tytularnym arcybiskupem Sardica. Konsekrowany w bazylice watykańskiej przez papieża Jana XXIII. Na tej samej ceremonii sakrę przyjęli również inni przyszli kardynałowie: Domenico Tardini, Carlo Grano, Angelo Dell’Acqua, Albino Luciani i Mario Casariego y Acevedo. W latach 1959–1961 był sekretarzem Kolegium Kardynalskiego. W styczniu 1961 sam został włączony do ich grona jako kardynał prezbiter tytułu Santa Croce in Gerusalemme. Dwa miesiące później podniesiony do rangi kardynała-biskupa. Brał udział w Soborze watykańskim II i konklawe 1963 roku. 7 kwietnia 1967 mianowany Penitencjarzem Większym. Ponadto w latach 1968–1973 był kamerlingiem. Ze swych funkcji zrezygnował na dwa tygodnie przed śmiercią. Pochowany w jednym z rzymskich kościołów.